# FGF12
FGF12 (англ. Fibroblast growth factor 12) – білок, який кодується однойменним геном, розташованим у людей на короткому плечі 3-ї хромосоми.  Довжина поліпептидного ланцюга білка становить 243 амінокислот, а молекулярна маса — 27 399.
| 10         |  | 20         |  | 30         |  | 40         |  | 50         |
| ---------- |  | ---------- |  | ---------- |  | ---------- |  | ---------- |
| MAAAIASSLI |  | RQKRQARESN |  | SDRVSASKRR |  | SSPSKDGRSL |  | CERHVLGVFS |
| KVRFCSGRKR |  | PVRRRPEPQL |  | KGIVTRLFSQ |  | QGYFLQMHPD |  | GTIDGTKDEN |
| SDYTLFNLIP |  | VGLRVVAIQG |  | VKASLYVAMN |  | GEGYLYSSDV |  | FTPECKFKES |
| VFENYYVIYS |  | STLYRQQESG |  | RAWFLGLNKE |  | GQIMKGNRVK |  | KTKPSSHFVP |
| KPIEVCMYRE |  | PSLHEIGEKQ |  | GRSRKSSGTP |  | TMNGGKVVNQ |  | DST        |

A: Аланін

C: Цистеїн

D: Аспарагінова кислота

E: Глутамінова кислота

F: Фенілаланін

G: Гліцин

H: Гістидин

I: Ізолейцин

K: Лізин

L: Лейцин

M: Метіонін

N: Аспарагін

P: Пролін

Q: Глутамін

R: Аргінін

S: Серин

T: Треонін

V: Валін

W: Триптофан

Кодований геном білок за функцією належить до факторів росту. 
Задіяний у такому біологічному процесі як альтернативний сплайсинг. 
Локалізований у ядрі.